# John Collins (futbolista)
John Angus Paul Collins (Galashiels, Escocia, 31 de enero de 1968)  es un exfutbolista y actual entrenador escocés, que se desempeñó como volante izquierdo. Fue seleccionado internacional escocés, jugando en 58 oportunidades y anotando doce goles con su selección. Además, disputó dos Copas del Mundo con su país.

## Clubes

### Como jugador
| Club                  | País       | Año         |
| --------------------- | ---------- | ----------- |
| Hibernian             | Escocia    | 1987 - 1990 |
| Celtic                | Escocia    | 1990 - 1996 |
| AS Monaco             | Francia    | 1996 - 1998 |
| Everton               | Inglaterra | 1998 - 2000 |
| Fulham                | Inglaterra | 2000 - 2003 |
| Gala Fairydean Rovers | Escocia    | 2014        |

### Como entrenador
| Club                          | País    | Año         |
| ----------------------------- | ------- | ----------- |
| Hibernian                     | Escocia | 2006 - 2007 |
| Charleroi                     | Bélgica | 2008 - 2009 |
| Livingston*                   | Escocia | 2012 - 2013 |
| Selección sub-19 de Escocia** | Escocia | 2013 - 2014 |
| Celtic**                      | Escocia | 2014 - 2016 |

* Como jefe de deportes.
** Como segundo entrenador.

## Selección nacional
Ha sido internacional con la Selección de fútbol de Escocia; donde jugó 58 partidos internacionales y anotó 12 goles por dicho seleccionado. Incluso participó con su selección, en 2 Copa Mundiales. La primera Copa del Mundo en que Collins participó, fue en la edición de Italia 1990, donde su selección quedó eliminado en la primera fase, siendo tercera de su grupo (que compartió con Brasil, Costa Rica y Suecia y precisamente ante los suecos, su selección obtuvo su único triunfo en ese mundial) y la segunda fue en la edición de Francia 1998, donde su selección también quedó eliminado en la primera fase, siendo última de su grupo (que compartió con Brasil, Noruega y Marruecos). Eso si, Collins anotó un gol en el mundial de Francia y fue en la derrota ante Brasil. También participó en la Eurocopa de Inglaterra 1996, donde su selección terminó quedando eliminado en la primera fase, siendo tercera de su grupo (que compartió con el equipo local y además, su vecino Inglaterra, Holanda y Suiza).

## Participaciones en Copas del Mundo
| Mundial                        | Sede    | Resultado    |
| ------------------------------ | ------- | ------------ |
| Copa Mundial de Fútbol de 1990 | Italia  | Primera Fase |
| Copa Mundial de Fútbol de 1998 | Francia | Primera Fase |